# 몬티엘

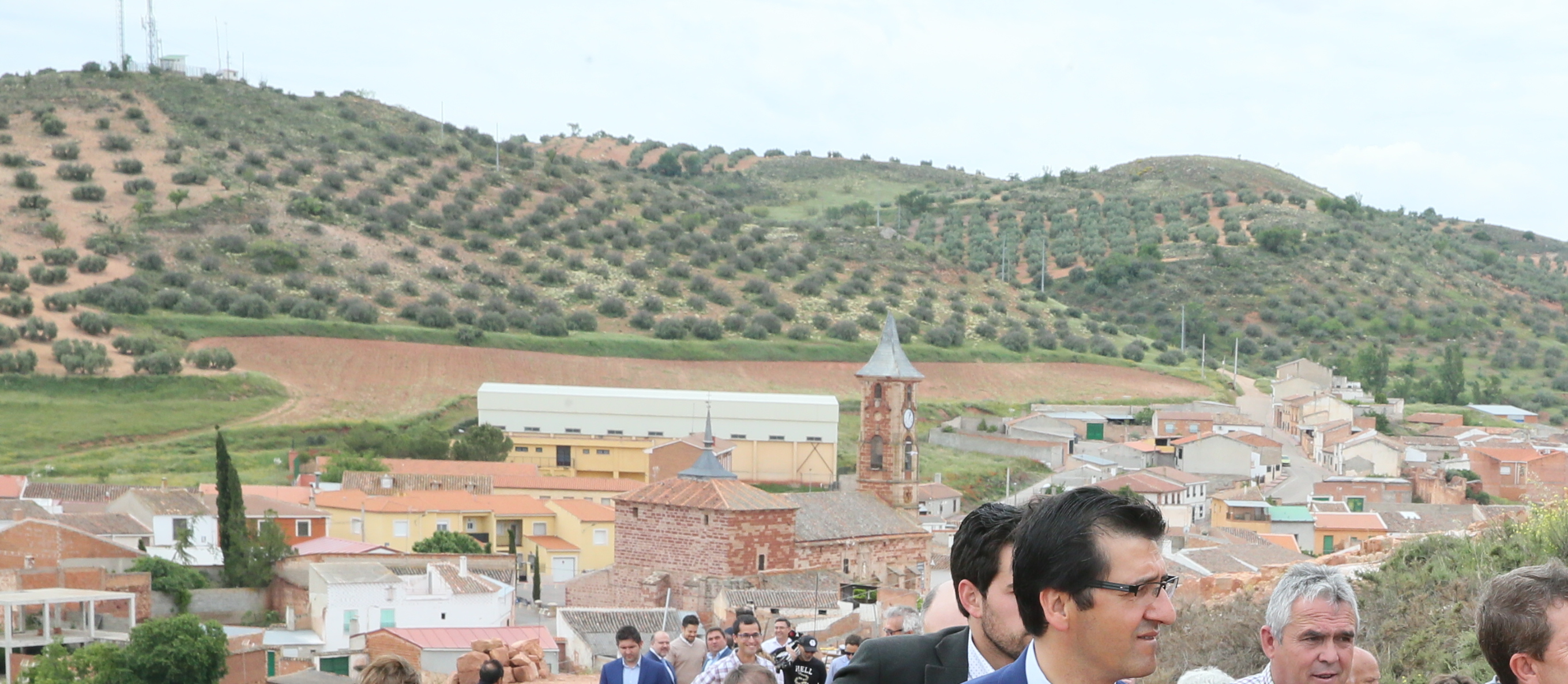

몬티엘(Montiel)은 카스티야라만차주 시우다드레알도에 위치한 스페인의 지방자치체이다. 총 면적은 271.22 제곱킬로미터에 이르며 2020년 1월 1일 기준으로 1,294명의 인구가 등록되어 있다.
몬티엘 전쟁이 이 마을에서 일어났다. 카스티야의 페드로가 트라스타마라의 엔리케에 의해 죽임을 당한 장소기기도 하다.